# Mój Nikifor
Mój Nikifor – polski film fabularny z 2004 roku w reżyserii Krzysztofa Krauzego, na podstawie pomysłu Joanny Kos-Krauze. Jego premiera odbyła się jesienią 2004.
Film opowiada o ostatnich latach życia malarza-prymitywisty Nikifora Krynickiego, który trafia pod opiekę plastyka Mariana Włosińskiego. W rolę głównego bohatera wcieliła się Krystyna Feldman, dla której była to pierwsza główna rola filmowa w życiu. Za swoją kreację otrzymała szereg indywidualnych nagród w Polsce i za granicą, w tym m.in. Orła i nagrodę FPFF.
Film Krzysztofa Krauzego odniósł również sukces międzynarodowy, zdobywając główną nagrodę (Kryształowy Globus) na Międzynarodowym Festiwalu Filmowym w Karlowych Warach.

## Fabuła
W 1960 w Krynicy, leżącej w Beskidzie Sądeckim, do pracowni plastyka Mariana Włosińskiego, mieszczącej się w Starym Domu Zdrojowym, wchodzi odziany w łachmany i schorowany łemkowski malarz Nikifor Krynicki. Pomimo usilnych prób, nie udaje się pozbyć nieproszonego gościa. „Tu będę malowała” – słyszy Włosiński z ust ludowego artysty  . W ostateczności niezadowolony plastyk pozwala Nikiforowi pozostać w pracowni.
Włosiński rozmawia z mieszkańcami Krynicy, próbując ustalić tożsamość niespodziewanego gościa. Niewiele się dowiaduje – słyszy tylko, że Nikifor pochodzi od matki niemowy i nieznanego ojca (jedna z krynickich plotek głosi, że był nim Aleksander Gierymski). Mimo sporych wątpliwości, decyduje się zająć Łemkiem; nie zostawia go nawet, gdy okazuje się, że ten choruje na gruźlicę. Włosiński mierzy się z konsekwencjami swojego wyboru – roztaczając opiekę nad bezradnym samotnikiem, rezygnuje z własnych ambicji twórczych i traci rodzinę. Jego żona, dbając o zdrowie swoje i córek, wyprowadza się z miasta .
Opiekun Nikifora, mimo początkowej niechęci do malarstwa ludowego, staje się ambasadorem jego sztuki. W 1967 doprowadza do wystawy prac w warszawskiej Zachęcie. Nie odstępuje go na krok, załatwia specjalistyczne leczenie, gdy stan łemkowskiego twórcy się pogarsza. Film kończy się sceną w szpitalu. Do Włosińskiego czuwającego przy łóżku umierającego Nikifora przyjeżdża żona. Całość wskazuje na początek pojednania.

## Obsada

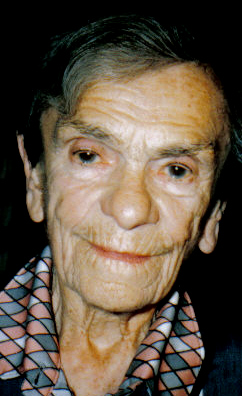
Krystyna Feldman, odtwórczyni roli głównej

Opracowano na podstawie Internetowej Bazy Filmu Polskiego oraz książki „Nasze Nikifory”.

- Krystyna Feldman – Nikifor Krynicki
- Roman Gancarczyk – Marian Włosiński
- Lucyna Malec – Hanna Włosińska, żona Mariana
- Jerzy Gudejko – Ryszard Nowak, przewodniczący Prezydium Miejskiej Rady Narodowej
- Artur Steranko – doktor Rosen
- Jowita Miondlikowska – sprzątaczka Kowalska
- Marian Dziędziel – pszczelarz Budnik (Ferek)[a]
- Ewa Wencel – dyrektor „Zachęty”
- Magdalena Celówna – gospodyni Nikifora
- Katarzyna Paczyńska – Ala Włosińska, córka Mariana
- Karolina Paczyńska – Ewa Włosińska, córka Mariana
- Aleksander Mikołajczak – bufetowy na dworcu w Krynicy
- Zbigniew Bogdański – mężczyzna
- Jarosław Budnik – pielęgniarz
- Krzysztof Gordon – Andrzej Banach
- Krzysztof Bochenek – ksiądz
- Dorota Bochenek – pielęgniarka
- Maria Robaszkiewicz – Lelito
- Ryszard Mróż – urzędnik USC
- Sławomir Gałdyn – Łaziebny
- Anna Łopatowska – ordynatorka

## Produkcja

### Prace przygotowawcze

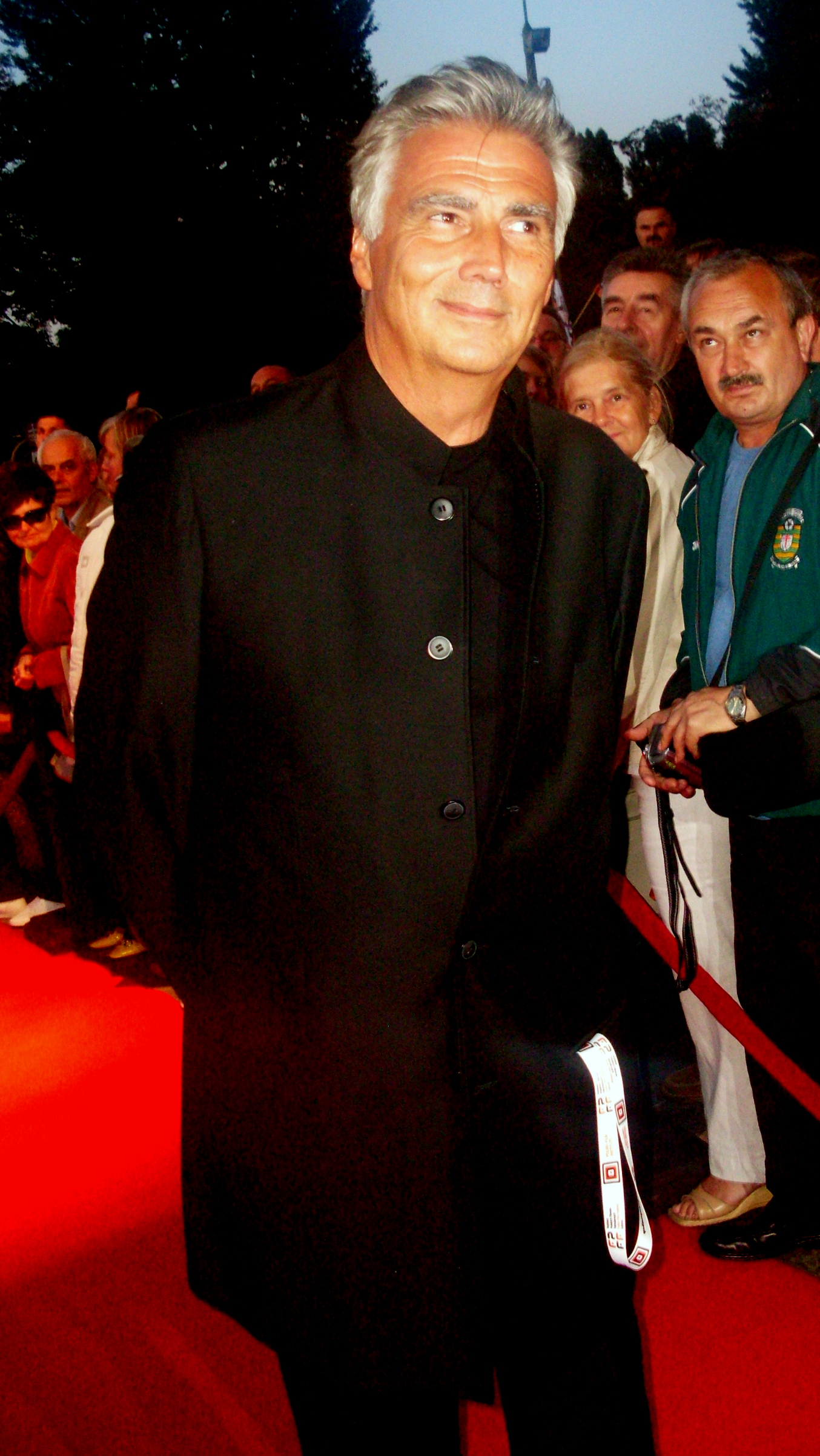
Krzysztof Krauze, reżyser Mojego Nikifora

Krzysztof Krauze po realizacji Długu – filmu kryminalnego z 1999 – szukał tematu, który pozwoliłby „spojrzeć na świat z nowej perspektywy”, a jednocześnie nadal dotyczyłby „obrony sprawy lub człowieka, najczęściej słabszego, skrzywdzonego lub pogardzanego”  . W rozmowie z Tadeuszem Sobolewskim podkreślał, że od tego momentu będzie „robił filmy o tym, czego w życiu warto bronić, nie – czego unikać”.
Pomysłodawczynią realizacji filmu o życiu Nikifora Krynickiego była Joanna Kos, wówczas partnerka Krzysztofa Krauzego. Scenarzystkę zaintrygowała „historia bezdomnego, kalekiego człowieka, który próbował przebłagać świat malowaniem”. Pracę nad scenariuszem do filmu poprzedziły spotkania z Marianem Włosińskim, prawnym opiekunem Nikifora, do których doszło w 2001 w Krynicy. Zebrane nagrania ze spotkań trwały 25 godzin . Początkowo do realizacji filmu miało dojść w 2002; okres przygotowawczy przedłużył się jednak ze względu na konieczność dopracowania scenariusza i zgromadzenia funduszy . Łącznie powstało 14 wersji scenariusza, w tym dwie diametralnie różne. Pierwsza dotyczyła przyjaźni Nikifora i Mariana Włosińskiego, druga zaś zakładała realizację filmu nowelowego, w których pięć historii miało opowiadać o ludziach, którzy kupili obrazy Nikifora. Ostatecznie zdecydowano o realizacji pierwszego pomysłu. Producentem filmu został Juliusz Machulski, dyrektor Studia Filmowego „Zebra”, który początkowo sceptycznie podchodził do pomysłu Joanny Kos, zakładając słabe zainteresowanie widowni. W koprodukcji udział wzięli Telewizja Polska – Agencja Filmowa i Canal+ Polska.

### Kasting
Problemem dla twórców okazało się znalezienie odpowiedniego aktora, który wcieliłby się w postać Nikifora Krynickiego. Wśród kandydatów, którzy nadawaliby się do tej roli, twórcy wymieniali nieżyjących już wówczas Jacka Woszczerowicza i Charliego Chaplina. Ostatecznie wybór padł na 88-letnią aktorkę Krystynę Feldman, dla której była to pierwsza w życiu główna rola filmowa  . W wywiadzie Łukasza Maciejewskiego reżyser przyznał:

Ten pomysł przyszedł nam do głowy kilka lat temu, w Krynicy. [...] Krysia przypomina Nikifora nie tylko posturą, gestami. Ona nawet uszy ma dokładnie tej samej wielkości, co Nikifor. To podobieństwo mentalne. Krysia ma własną, bardzo konsekwentną wizję ludzi i świata, swoją prywatną hierarchię wartości – jest bezkompromisowa i skromna. Wtedy, przed trzema laty w Krynicy, zaprosiła nas do siebie. W pokoju było niemal pusto. Obok łóżka na stole leżała książka i jabłko. Wypisz wymaluj Nikifor. Krysia zwierzyła mi się, że w domu, w Poznaniu, nie ma pralki, lodówki. Nawet garnków.

Filmowego „opiekuna Nikifora” w pierwotnym założeniu miał zagrać Andrzej Chyra, z którym Krzysztof Krauze współpracował już przy realizacji Długu . Pomiędzy aktorem a twórcą nie doszło jednak do porozumienia. W rolę Mariana Włosińskiego wcielił się finalnie Roman Gancarczyk ze Starego Teatru im. Heleny Modrzejewskiej w Krakowie. Reżyser tłumaczył swoją decyzję w rozmowie z miesięcznikiem „Kino”:

Romek nie tylko jest trochę podobny do pana Mariana Włosińskiego, ale także – podobnie jak on – istnieje jakby osobno, obok. Patrząc na Gancarczyka nigdy nie jest się pewnym, co tak naprawdę sobie myśli. Z panem Marianem jest podobnie. W filmie, jak w malarstwie Nikifora, będzie dużo ciszy. A Gancarczyk znakomicie potrafi wypełnić ciszę. Wierzę w ciszę. To, co ważne, staje się pomiędzy słowami.

### Zdjęcia

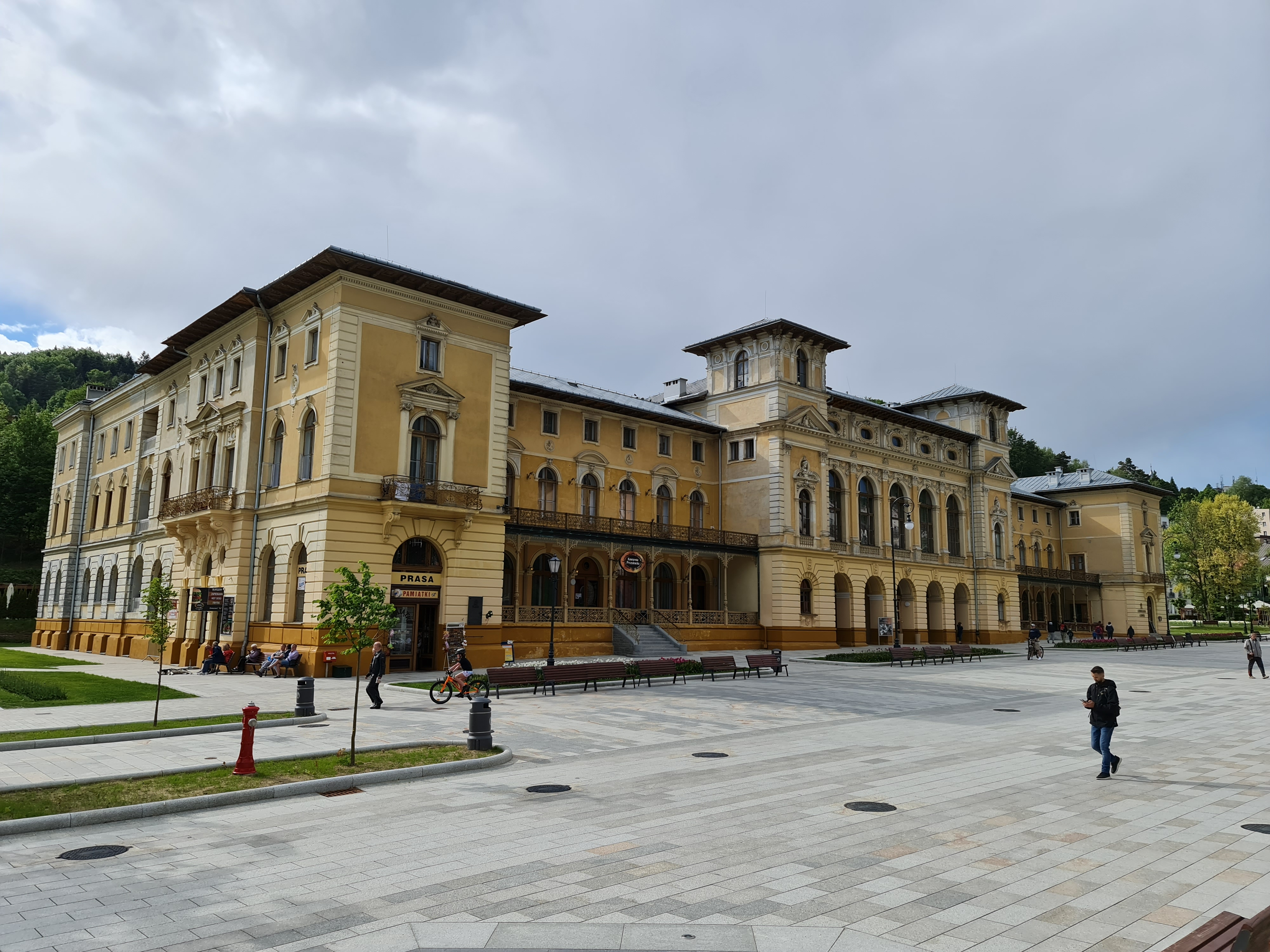
Krynicki Stary Dom Zdrojowy, w którym kręcono część scen

Zdjęcia do Mojego Nikifora rozpoczęły się 3 marca 2004 w podkrynickiej miejscowości Czyrna , w której realizowano sceny w kościele i na łemkowskim cmentarzu . Dwa dni wcześniej Joanna Kos i Krzysztof Krauze wzięli ślub w Ratuszu w Nowym Sączu (jednym z obiektów namalowanych przez Nikifora). Znaczną część ujęć do filmu, w tym sceny na deptaku, nakręcono w Krynicy-Zdroju . Do scen dziejących się wewnątrz budynku wykorzystano pomieszczenia Starego Domu Zdrojowego . Ponadto plan zdjęciowy miał również miejsce w Nowym Sączu i Piwnicznej-Zdroju. Z kolei sceny w sanatorium zrealizowano w Żegiestowie, a wystawy w warszawskiej Zachęcie.
Za sferę wizualną filmu odpowiadał operator filmowy Krzysztof Ptak, który – według założeń reżysera – miał wykreować świat, „w nieruchomych kadrach, z kilkoma zaledwie jazdami kamery”. Krauze tłumaczył, że w filmie „ma być dużo ciszy, przeważają długie, statyczne ujęcia, dzięki którym będzie można uważniej przyjrzeć się światu” . Wojciech Staroń, który współpracował z Krzysztofem Ptakiem przy realizacji filmu, wspominał :

Pracowaliśmy we wnętrzach naturalnych i to były małe, ciasne przestrzenie, więc „Ptaszek” stosował taktykę małych lampek, bo dużych jednostek nie było gdzie postawić. [...] Krzysztof Ptak fajnie rzeźbił te plamy światła – malował twarz Krystyny Feldman tym światłem. Doskonale się tym bawił, choć sprzęt wcale nie był łatwy – to były kamery Sony 900 HD-camy, telewizyjne, o bardzo małej rozpiętości kontrastu, czyli trzeba było się porządnie napracować, żeby za oknem pokazać śnieg, a w środku ciemnej chaty osobę.

Za charakteryzację Krystyny Feldman odpowiadała Maria Dziewulska. Przygotowanie głównej aktorki do roli Nikifora zajmowało codziennie około godziny . Odtwarzane były pojedyncze rysy i zmarszczki krynickiego malarza, z kolei sztuczny zarost komponowany był z tiulu perukarskiego oraz sierści jaka tybetańskiego . Okres zdjęciowy zakończył się 1 czerwca 2004.
Podczas montażu z filmu wycięto niewiele scen. Zrezygnowano m.in. z ujęcia, gdy Nikifor perfumuje się w sposób, jakby „żegnał się zgodnie z prawosławnym obrządkiem”. Według relacji Krzysztofa Krauzego ujęcie wyglądało na zbyt inscenizowane .

### Muzyka
Kompozytorem muzyki do filmu był Bartłomiej Gliniak. Skomponował on 20 utworów o łącznym czasie trwania 31 minut i 16 sekund. Muzyka Gliniaka była dość oszczędna w środkach. Motywem przewodnim były powtarzające się charakterystyczne dźwięki cymbałów dulcimer, które akcentowały folklorystyczny charakter filmu Krauzego. Album z muzyką Gliniaka został wydany w 2014 nakładem wytwórni Kronos Records .
| Mój Nikifor – 2014 | Mój Nikifor – 2014                      | Mój Nikifor – 2014 | Mój Nikifor – 2014 |
| Nr                 | Tytuł utworu                            | Autor              | Długość            |
| ------------------ | --------------------------------------- | ------------------ | ------------------ |
| 1.                 | „The Main Theme”                        | Bartłomiej Gliniak | 1:53               |
| 2.                 | „The Vernissage at Zacheta Art Gallery” | Bartłomiej Gliniak | 1:16               |
| 3.                 | „The Excursion”                         | Bartłomiej Gliniak | 0:52               |
| 4.                 | „Tears”                                 | Bartłomiej Gliniak | 2:30               |
| 5.                 | „Digging in the Past”                   | Bartłomiej Gliniak | 0:43               |
| 6.                 | „Where is Mr. Nikifor”                  | Bartłomiej Gliniak | 1:20               |
| 7.                 | „Agony”                                 | Bartłomiej Gliniak | 1:38               |
| 8.                 | „Return to Krynica”                     | Bartłomiej Gliniak | 1:59               |
| 9.                 | „Nikifor’s Waltz”                       | Bartłomiej Gliniak | 4:27               |
| 10.                | „Uncomfortable Friendship”              | Bartłomiej Gliniak | 1:55               |
| 11.                | „You Should Ask for Color”              | Bartłomiej Gliniak | 1:46               |
| 12.                | „Difficult Relationship”                | Bartłomiej Gliniak | 1:09               |
| 13.                | „Rescuing the Marriage”                 | Bartłomiej Gliniak | 1:11               |
| 14.                | „Krynica 1967”                          | Bartłomiej Gliniak | 0:37               |
| 15.                | „The Cemetery”                          | Bartłomiej Gliniak | 0:35               |
| 16.                | „Dr. Rozen’s sleight”                   | Bartłomiej Gliniak | 1:17               |
| 17.                | „Alone”                                 | Bartłomiej Gliniak | 1:11               |
| 18.                | „The Promenade in Krynica”              | Bartłomiej Gliniak | 1:47               |
| 19.                | „Appreciated at Last”                   | Bartłomiej Gliniak | 1:15               |
| 20.                | „Farewell My Friend”                    | Bartłomiej Gliniak | 1:55               |
|                    |                                         |                    | 31:16              |

## Odbiór

### Rozpowszechnianie i box office
Premiera kinowa Mojego Nikifora odbyła się 24 września 2004. Za dystrybucję odpowiadał Best Film. Wcześniej – 16 września – film zaprezentowano na 29. Festiwalu Polskich Filmów Fabularnych w Gdyni. Pokazy przedpremierowe odbyły się ponadto w Poznaniu, Krakowie, Krynicy-Zdroju i Warszawie. W 2005 Mój Nikifor trafił do dystrubucji na płytach DVD . Wedle szacunków portalu Box Office Mojo film zarobił łącznie ok. 213 tysięcy dolarów.
Trzy lata po polskiej premierze – 14 września 2007 – rozpoczęto dystrybucję Mojego Nikifora w kinach w Wielkiej Brytanii . Podczas pierwszego weekendu nie cieszył się zainteresowaniem brytyjskich widzów; zarobił 7 funtów, co – według „The Guardian” – czyni go najmniej dochodowym filmem w tej kategorii .

### Recepcja krytyczna

#### Reakcje w Polsce
Jeszcze przed pokazem premierowym w Gdyni Mój Nikifor odbierany był w mediach dosyć chłodno . Miesięcznik „Film” zdecydował się nawet wycofać swój patronat medialny nad filmem . Ocena zmieniła się po pokazie na 29. FPFF w Gdyni. Krytyk filmowy Tadeusz Sobolewski w „Gazecie Wyborczej” ocenił, że Mój Nikifor „udał się znakomicie”; podczas seansu „czuje się klimat PRL lat 60.”, a Krauze „nie zrobił filmu o sztuce i o artyście, tylko dał widzowi odczuć to «coś»” . Z kolei Jerzy Wójcik w „Rzeczpospolitej” stwierdził, że jest to „dojmujący film, niemal współczesny moralitet”, w którym reżyser „opowiada nieśpiesznie, unika epatowania szokującymi scenami, tym łatwiej trafiając do serc widzów” . Według Katarzyny Jabłońskiej utwór Krauzego to „film bardzo dojrzały, jeden z piękniejszych, jakie pojawiły się w kinie”, a „twórca wstrząsającego Długu potwierdza swój oryginalny talent i wyjątkową wrażliwość”. Kamil Rudziński przyznał zaś, że Mój Nikifor „wystawia pomnik artyście, który potrafi docenić cudzy talent – nawet jeśli wygląda on jak nieoszlifowany diament, właśnie wydobyty na światło dzienne”, a sam film jest „nostalgiczny” i odwołuje się do „czasów, kiedy bycie artystą nie było luksusem, a każdy mógł liczyć na pomoc drugiego człowieka” .
Krytyczna wobec filmu Krauzego była Bożena Janicka, która w miesięczniku „Kino” stwierdziła, że z „miałkich, mało wyrazistych i jakby przypadkowych migawek nie buduje się właściwie żadne opowiadanie”, a „sugerowana rzeczywistość wydaje się dziwnie pozbawiona znaczeń, jak napisy Nikifora na jego obrazkach”, co „zniechęca” i „uniemożliwia nawiązanie z filmem głębszego kontaktu” . Zbigniew Kątny pisał z kolei o „niedosycie” i braku odpowiedzi na pytanie, dlaczego Marian Włosiński zarzucił własną twórczość dla Nikifora. Stwierdził również, że film nastawiony jest bardziej na „mimetyczne, a przez to «bezpłciowe», kopiowanie świata niż na tropienie w nim tego, co niepojęte i transcendentne” .
Krytycy zgodnie docenili rolę Krystyny Feldman. Łukasz Maciejewski podkreślił, że aktorka „nie gra Nikifora, jest nim naprawdę”, a jej rola „przejdzie do historii polskiego kina”. Tadeusz Sobolewski oświadczył, że „Feldman w roli Nikifora kreuje jedno z tych genialnych monstrów kina, które wykraczają poza społeczne podziały” . Bożena Janicka stwierdziła, że „ci, którzy pamiętają twarz Nikifora ze zdjęć, [...] muszą doznać lekkiego szoku, jakby zobaczyli przypadek reinkarnacji” . Zdzisław Pietrasik w „Polityce” przyznał zaś, że Feldman „od pierwszej sceny wygląda jak najprawdziwszy Nikifor, co jest zasługą pracochłonnej charakteryzacji, a przede wszystkim samej aktorki” . Z kolei Kazimierz Żórawski przyznał, że „pisząc o filmie Krzysztofa Krauzego, nie sposób pominąć kreacji wielkiej epizodystki polskiego filmu Krystyny Feldman, która stworzyła niezwykle wyrazistą i sugestywną postać Nikifora”, która „namawia widza, by choć na chwilę zapomniał o zewnętrzności [...] i spróbował spojrzeć głębiej” .
Dobre oceny zebrał również operator Krzysztof Ptak, który – w opinii krytyków – „wykonał pracę doprawdy zdumiewającą” , a jego „nastrojowe pejzaże świetnie podkreślają atmosferę nostalgii refleksyjnej opowieści” . Autor zdjęć „wykreował w filmie genialny świat równoległy, zaklęty w nieruchomych kadrach, z kilkoma zaledwie jazdami kamery”, dzięki czemu Krynica „staje się scenerią nikiforowych wizji”, pozostając przy tym „małym, prowincjonalnym miasteczkiem” . Z kolei dr hab. Katarzyna Taras doceniła „pomysł z mocno (i symetrycznie) skomponowanymi statycznymi kadrami, z ograniczeniem palety barwnej do absolutnego minimum”, który był „genialny w swojej prostocie” . Dr Piotr Pławuszewski również zwrócił uwagę na nieruchomość kadru „charakterystyczną dla większości ujęć”; przyznał także, że „dzięki oszczędności w słowie” i „bazowaniu na werbalnej ciszy”, film zachęca, aby „«czytać» z wizualności” .
Mój Nikifor – w ocenie historyka filmu prof. Tadeusza Lubelskiego – opowiada o „bożym artyście”, który bierze udział w „konfrontacji dwóch malarzy” – człowieka „pozbawionego talentu” z człowiekiem „prawdziwie utalentowanym”. Obaj z nich biorą na siebie zobowiązania, które są „równie ważne” – Włosiński wziął na siebie „zobowiązanie pomocy, któremu pozostał wierny”, Nikifor zaś „talent”, którego istotą jest „całkowite powierzenie [...] bez oglądania się na cudzy osąd”. Prof. Tadeusz Lubelski zaznaczył, że Mój Nikifor jest „najpiękniejszym i zarazem najbardziej nieoczekiwanym filmem” Krauzego, a także:

...wyostrza tę jasną stronę człowieczeństwa, która w innych filmach reżysera też jest obecna, ale nie zostaje wykorzystana. Rzecz nie w tym naturalnie, żeby bezdusznej epoce późnej nowoczesności przeciwstawiać melancholijną empatię lat sześćdziesiątych. Idzie o manifestację postawy, która możliwa jest zawsze, tylko w pewnych epokach jej wypracowanie jest dla człowieka trudniejsze.

#### Reakcje za granicą
Po premierze w Wielkiej Brytanii Thomas Dawson z BBC ocenił, że film jest „oszczędnym, ale poruszającym portretem kinowym”. Docenił rolę Feldman, podkreślając, że aktorka „nie stara się przypodobać” widzowi, a oddaje przy tym „cierpienie, upór i dziecięcą naiwność” głównego bohatera . Leslie Felperin w „Variety” zwróciła uwagę, że choć aktorstwo w filmie ma swoje „blaski i cienie”, to rola Feldman jest „oczywistym wyróżnikiem”. Pozytywnie oceniła również zdjęcia Krzysztofa Ptaka, który „pracuje z bogatą, zdominowaną przez szarość, paletą barw, dzięki której plamy komunistycznej czerwieni na flagach jeszcze bardziej się wyróżniają” . Wally Hammond w „Time Out” napisał o „solidnej” pracy aktorów i „niezwykle sympatycznym portrecie ostatnich lat życia polskiego artysty ludowego” . Z kolei Xan Brooks z „The Guardian” stwierdził, że utwór Krauzego to „pocieszny i skromny film biograficzny”, który stanowi „swoisty pomnik życia na peryferiach” .

### Nagrody i wyróżnienia
Opracowano na podstawie Internetowej Bazy Filmu Polskiego.
| Rok  | Ceremonia                                                         | Kategoria                                | Nominowani                           | Rezultat  |
| ---- | ----------------------------------------------------------------- | ---------------------------------------- | ------------------------------------ | --------- |
| 2004 | 29. Festiwal Polskich Filmów Fabularnych                          | Nagroda za pierwszoplanową rolę kobiecą  | Krystyna Feldman                     | Wygrana   |
| 2004 | 29. Festiwal Polskich Filmów Fabularnych                          | Nagroda za kostiumy                      | Dorota Roqueplo                      | Wygrana   |
| 2004 | 29. Festiwal Polskich Filmów Fabularnych                          | Nagroda za montaż                        | Krzysztof Szpetmański                | Wygrana   |
| 2004 | Polskie Nagrody Filmowe „Orły”                                    | Najlepsza główna rola kobieca            | Krystyna Feldman                     | Wygrana   |
| 2004 | Polskie Nagrody Filmowe „Orły”                                    | Najlepsze zdjęcia                        | Krzysztof Ptak                       | Wygrana   |
| 2004 | Polskie Nagrody Filmowe „Orły”                                    | Najlepsza scenografia                    | Magdalena Dipont                     | Wygrana   |
| 2004 | Polskie Nagrody Filmowe „Orły”                                    | Najlepszy dźwięk                         | Nikodem Wołk-Łaniewski               | Wygrana   |
| 2004 | Polskie Nagrody Filmowe „Orły”                                    | Najlepszy montaż                         | Krzysztof Szpetmański                | Wygrana   |
| 2004 | Polskie Nagrody Filmowe „Orły”                                    | Najlepszy film                           | Mój Nikifor                          | Nominacja |
| 2004 | Polskie Nagrody Filmowe „Orły”                                    | Najlepsza reżyseria                      | Krzysztof Krauze                     | Nominacja |
| 2004 | Polskie Nagrody Filmowe „Orły”                                    | Najlepszy scenariusz                     | Joanna Kos-Krauze i Krzysztof Krauze | Nominacja |
| 2004 | Polskie Nagrody Filmowe „Orły”                                    | Najlepsza muzyka                         | Bartłomiej Gliniak                   | Nominacja |
| 2004 | Polskie Nagrody Filmowe „Orły”                                    | Najlepsze kostiumy                       | Dorota Roqueplo                      | Nominacja |
| 2005 | Ogólnopolski Festiwal Sztuki Filmowej „Prowincjonalia”            | Najlepsza rola kobieca                   | Krystyna Feldman                     | Wygrana   |
| 2005 | Ogólnopolski Festiwal Sztuki Filmowej „Prowincjonalia”            | Najlepsze zdjęcia                        | Krzysztof Ptak                       | Wygrana   |
| 2005 | Międzynarodowy Festiwal Filmowy w Karlowych Warach                | Kryształowy Globus dla najlepszego filmu | Mój Nikifor                          | Wygrana   |
| 2005 | Międzynarodowy Festiwal Filmowy w Karlowych Warach                | Najlepsza rola kobieca                   | Krystyna Feldman                     | Wygrana   |
| 2005 | Międzynarodowy Festiwal Filmowy w Karlowych Warach                | Najlepszy reżyser                        | Krzysztof Krauze                     | Wygrana   |
| 2005 | Festiwal Filmów Europejskich w Atenach                            | Nagroda Dziennikarzy                     | Mój Nikifor                          | Wygrana   |
| 2005 | Międzynarodowy Festiwal Filmowy w Chicago                         | Złoty Hugo dla najlepszego filmu         | Mój Nikifor                          | Wygrana   |
| 2005 | Międzynarodowy Festiwal Filmowy w Chicago                         | Srebrny Hugo za najlepszą rolę męską     | Roman Gancarczyk                     | Wygrana   |
| 2005 | Festiwal Filmowy w Denver                                         | Nagroda im. Krzysztofa Kieślowskiego     | Krzysztof Krauze                     | Wygrana   |
| 2005 | Międzynarodowy Festiwal Sztuki Autorów Zdjęć Filmowych Camerimage | Wyróżnienie w Konkursie Filmów Polskich  | Krzysztof Ptak                       | Wygrana   |
| 2005 | Międzynarodowy Festiwal Filmowy w Kijowie                         | Najlepsza rola kobieca                   | Krystyna Feldman                     | Wygrana   |
| 2005 | Międzynarodowy Festiwal Filmowy w Manili                          | Najlepsza rola kobieca                   | Krystyna Feldman                     | Wygrana   |
| 2005 | Międzynarodowy Festiwal Filmowy w Valladolid                      | Najlepsza rola kobieca                   | Krystyna Feldman                     | Wygrana   |
| 2006 | Międzynarodowy Festiwal Filmowy w Pune                            | Najlepsza rola kobieca                   | Krystyna Feldman                     | Wygrana   |
| 2006 | Międzynarodowy Festiwal Filmów Autorskich w Rabacie               | Najlepsza rola kobieca                   | Krystyna Feldman                     | Wygrana   |

### Książki
- Joanna Kos-Krauze, Krzysztof Krauze: Nasze Nikifory. Izabelin: Świat Literacki, 2005. ISBN 83-88612-86-7.
- Tadeusz Lubelski: Historia kina polskiego 1895–2014. Kraków: Universitas, 2015. ISBN 97883-242-2594-1.

### Artykuły prasowe i internetowe
- Xan Brooks. My Nikifor. „The Guardian”, 14 września 2007.
- Olga Chrzan. Mój Nikifor. „DVD Video Magazyn”. nr 4, s. 38, 2005.
- Thomas Dawson. My Nikifor. „BBC”, 5 września 2007.
- Leslie Felperin. My Nikifor. „Variety”, 10 listopada 2007.
- Krzysztof Feusette. Wcześniej byłem nikim. „Rzeczpospolita”, 22 grudnia 2007.
- Marek Łach. Mój Nikifor. „FilmMusic”, 16 sierpnia 2014.
- Wally Hammond. My Nikifor. „Time Out”, 10 września 2007.
- Amelia Hill. The Uma Thurman film so bad it made £88 on opening weekend. „The Guardian”, 26 marca 2010.
- Barbara Hollender, Krzysztof Krauze. Dobro jest bezinteresowne. „Rzeczpospolita”. nr 224, s. A11, 23 września 2004.
- Barbara Hollender, Krzysztof Krauze. Przestańmy się ścigać. „Rzeczpospolita”. nr 165, s. 10, 16–17 lipca 2005.
- Barbara Hollender. O talencie, samotności, przyjaźni. „Rzeczpospolita”. nr 49, s. A13, 27 lutego 2004.
- Katarzyna Jabłońska. Nikifor i... inni. „Więź”. nr 11, s. 119–123, 2004.
- Bożena Janicka. Widzący. „Kino”. nr 10, s. 41, 2004.
- Magdalena Jaros. Uwaga wycinamy!. „Twój Styl”. nr 2, s. 120–121, 2005.
- Zbigniew Kątny. Mój Nikifor. „Film”. nr 9, s. 95, 2004.
- Krzysztof Krauze. Co ja tu robię?. „Polityka”. nr 24, s. 57, 2004.
- Magdalena Łukasiewicz. Mała wielka pani. „Newsweek”. nr 39, s. 98–100, 2004.
- Łukasz Maciejewski. Gry szklanych paciorków. „Dekada Literacka”. nr 9, s. 98–100, 2004a.
- Łukasz Maciejewski. Jakoś dziwnie czuję się bez zarostu. „Film”. nr 9, s. 20–21, 2004b.
- Łukasz Maciejewski. Nikifor – legenda Krynicy. „Film”. nr 5, s. 12–15, 2004c.
- Łukasz Maciejewski: Niosący zwycięstwo. Filmweb, 5 lipca 2014.
- Łukasz Maciejewski. Tutaj będę malowała. „Tygodnik Powszechny”. nr 13, s. 14, 2004d.
- Łukasz Maciejewski, Krzysztof Krauze. Wolny artysta. „Kino”. nr 6, s. 26–29, 2004.
- Bartosz Michalak, Maria Dziewulska. Oszukać oko i kamerę. „Film & TV Kamera”. nr 3, s. 30–32, 2004.
- Piotr Pławuszewski. Był w niebie, był w piekle, mógł malować. O “Moim Nikiforze” Krzysztofa Krauzego. „Pleograf. Kwartalnik Akademii Polskiego Filmu”, 1 lutego 2016.
- Zdzisław Pietrasik. Nikifor Krauzego. „Polityka”. nr 37, s. 61, 2004.
- Kamil Rudziński. Stróż diamentu. „Kino”. nr 10, s. 42, 2004.
- Jerzy Sadecki. Start w śnieżnej zawiei. „Rzeczpospolita”. nr 54, s. A9, 4 marca 2004.
- Tadeusz Sobolewski. Guru Nikifor Krynicki. „Gazeta Wyborcza”. nr 220, s. 10, 18–19 września 2004.
- Tadeusz Sobolewski, Krzysztof Krauze. Jasna strona. „Gazeta Wyborcza”. nr 300, s. 16–18, 24–26 grudnia 1999.
- Tadeusz Sobolewski. Okno do nieba. „Gazeta Wyborcza”. nr 225, s. 14, 24 września 2004.
- Tadeusz Sobolewski. Tu będę malowała. „Gazeta Wyborcza”. nr 48, s. 12, 26 lutego 2004.
- Katarzyna Taras. Kamera przybita gwoździem albo celebracja powolności – sztuka operatorska Krzysztofa Ptaka. „Pleograf. Kwartalnik Akademii Polskiego Filmu”, 15 września 2019.
- Lidia Ostałowska, Joanna Kos-Krauze. Nikifor ją dopadł. „Gazeta Wyborcza – Duży Format”. nr 37, s. 12–14, 19 września 2004.
- Jerzy Wójcik. Współczesny moralitet. „Rzeczpospolita”. nr 224, s. A1, A11, 23 września 2004.
- Kazimierz Żórawski. Pasja życia. „Zeszyty telewizyjne”. nr 6, s. 158–161, 2004.